# Ehrharta
Ehrharta is een geslacht uit de grassenfamilie (Poaceae). De soorten van dit geslacht komen voor in Afrika, Azië, Australazië, Europa en Amerika. Het geslacht is vernoemd naar de Duitse botanicus Jakob Friedrich Ehrhart.

## Soorten (selectie)
- Ehrharta capensis
- Ehrharta longigluma
- Ehrharta melicoides
- Ehrharta rehmannii
- Ehrharta stipoides
- Ehrharta thunbergii
- Ehrharta villosa